# Mahdi
Mahdi (arabisk: مهدي) er en frelserskikkelse, der er knyttet til den islamiske eskatologi. Ved verdens undergang vil han dukke op og genoprette den guddommelige orden og retfærdighed.
Indenfor shiaislam er mahdi-forestillingerne knyttet til troen på den skjulte tolvte imam.
| Islam | Spire Denne islamartikel er en spire som bør udbygges. Du er velkommen til at hjælpe Wikipedia ved at udvide den. |